# Vorschriftensammlung für die Verwaltung

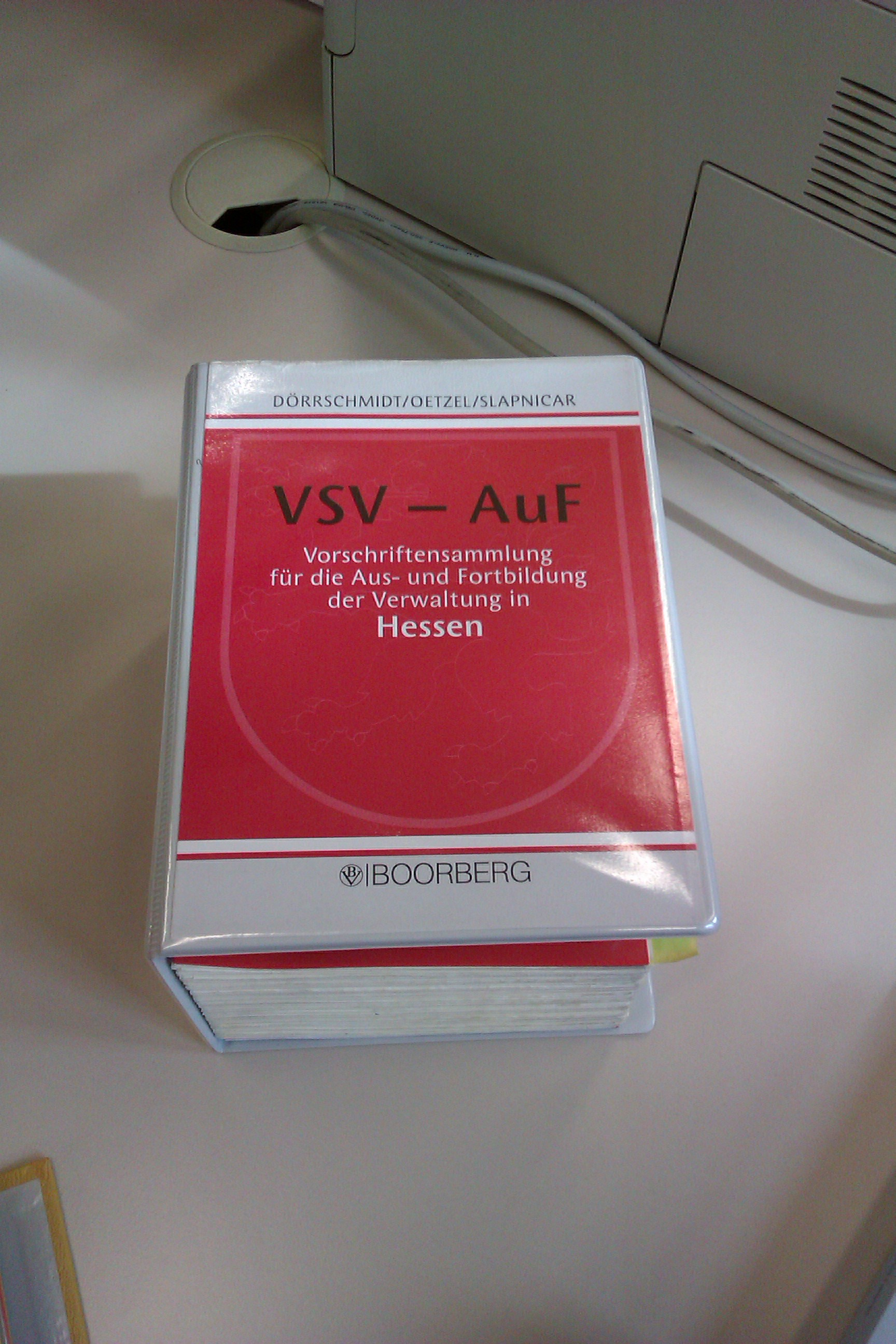
Vorschriftensammlung für die Aus- und Fortbildung der Verwaltung in Hessen (VSV-AuF)

Die Vorschriftensammlung für die Verwaltung (VSV) ist eine Loseblattsammlung, die vom Richard Boorberg Verlag publiziert wird. Sie enthält eine Auswahl der in der Verwaltungspraxis bestimmter Bundesländer wichtigsten Gesetze und Verordnungen des Bundes-, Landes- und Europarechts.
In der Ausbildung der zukünftigen Verwaltungsfachangestellten und Beamten im mittleren und gehobenen nichttechnischen Verwaltungsdienst stellt sie eine wichtige Arbeitsgrundlage dar und ist zugelassenes Prüfungshilfsmittel.
Sie dient auch der praktischen Arbeit von Behörden.
Die Vorschriftensammlung für die Verwaltung (VSV) gibt es für zehn Bundesländer:
- Baden-Württemberg
- Bayern
- Berlin
- Brandenburg
- Hessen
- Mecklenburg-Vorpommern
- Nordrhein-Westfalen
- Sachsen
- Sachsen-Anhalt
- Thüringen